# 1036 Ганімед
1036 Ганімед (1036 Ganymed) — астероїд групи Амура, відкритий 23 жовтня 1924 року. 
Є одним з найяскравіших астероїдів для спостерігача з Землі.
Тіссеранів параметр щодо Юпітера — 3,035.